# Clasificación de AFC para la Copa Mundial de Fútbol de 2022
La Clasificación de AFC para la Copa Mundial de Fútbol de 2022 fue el torneo que determinó a los clasificados por parte de la Confederación Asiática de Fútbol (AFC) a la Copa Mundial de Fútbol de 2022 a realizarse en Catar. La competencia empezó el 6 de junio de 2019, a su vez fue el torneo que de inicio a la Clasificación para la Copa Mundial de Fútbol de 2022.
Las primeras dos fases de la clasificación mundialista, fueron a su vez las primeras dos rondas de la clasificación para la Copa Asiática 2023.

## Equipos participantes
De las 47 asociaciones nacionales afiliadas a la AFC, 46 participaron en el proceso clasificatorio; la selección de las Islas Marianas del Norte no formó parte del torneo, ya que en ese momento no era miembro afiliado a la FIFA. La selección de Catar estuvo clasificada para la Copa Mundial de Fútbol de 2022, al ser los anfitriones de dicho torneo, por lo que su participación sólo fue para formar parte de la clasificación para la Copa Asiática 2023, mientras que la selección de Timor Oriental no pudo participar, debido a que se descubrió que había recibido un total de doce jugadores no elegibles en los partidos de clasificación de la Copa Asiática 2019, entre otras competiciones. Sin embargo, dado que la FIFA no les había prohibido su participación en los procesos clasificatorios para la Copa Mundial de Fútbol de 2022, Timor Oriental pudo participar en la competición, pero no era elegible para ingresar en la clasificación para la Copa Asiática.
Para determinar las selecciones que iniciaron su participación en la primera ronda y las que ingresaron a partir de la segunda, se clasificó a los equipos de acuerdo al ranking FIFA publicado el 4 de abril de 2019, las doce selecciones con el ranking más bajo iniciaron en la primera ronda, el resto de equipos ingresaron en la segunda ronda.
Entre paréntesis se indica el puesto de cada selección en el ranking FIFA tomado en consideración.
| Equipos en primera ronda | Equipos en segunda ronda | Equipos en segunda ronda |
| --- | --- | --- |
| 35. Malasia (168) 36. Camboya (173) 37. Macao (183) 38. Laos (184) 39. Bután (186) 40. Mongolia (187) 41. Bangladés (188) 42. Guam (193) 43. Brunéi (194) 44. Timor Oriental (195) 45. Pakistán (200) 46. Sri Lanka (202) | 18. India (101) 19. Baréin (111) 20. Tailandia (114) 21. Tayikistán (120) 22. Corea del Norte (121) 23. Filipinas (124) 24. China Taipéi (125) 25. Turkmenistán (136) 26. Birmania (140) 27. Hong Kong (141) 28. Yemen (146) 29. Afganistán (149) 30. Maldivas (151) 31. Kuwait (156) 32. Indonesia (159) 33. Singapur (160) 34. Nepal (161) | 1. Irán (21) 2. Japón (26) 3. Corea del Sur (37) 4. Australia (41) 5. Catar (55) 6. Emiratos Árabes Unidos (67) 7. Arabia Saudita (72) 8. China (74) 9. Irak (76) 10. Siria (83) 11. Uzbekistán (85) 12. Líbano (86) 13. Omán (86) 14. Kirguistán (95) 15. Jordania (97) 16. Vietnam (98) 17. Palestina (99) |

## Calendario
A continuación se muestra el calendario del torneo de acuerdo al calendario de competencias de la AFC. El 5 de junio, los partidos de las fechas de la 7 a la 10 de la segunda ronda, que estaba prevista entre marzo y junio de 2020, por causa de la pandemia de COVID-19 habían sido programados para octubre y noviembre de 2020. Sin embargo, el 11 de agosto, la FIFA anunció que esos partidos se volvieron a postergar y se jugarían durante el año 2021 en fechas a confirmar más adelante. El 19 de febrero de 2021 la FIFA anunció una nueva postergación hasta junio de 2021 de las cuatro últimas jornadas de la segunda ronda, con la excepción de algunos encuentros que se disputarían en marzo de 2021, los partidos reprogramados fueron disputados en sedes centralizadas.
| Ronda                           | Jornada    | Fecha                                                          |
| ------------------------------- | ---------- | -------------------------------------------------------------- |
| Primera ronda (Fase preliminar) | Ida        | 6 de junio de 2019                                             |
| Primera ronda (Fase preliminar) | Vuelta     | 11 de junio de 2019                                            |
| Segunda ronda (Fase de grupos)  | Jornada 1  | 5 de septiembre de 2019                                        |
| Segunda ronda (Fase de grupos)  | Jornada 2  | 10 de septiembre de 2019                                       |
| Segunda ronda (Fase de grupos)  | Jornada 3  | 10 de octubre de 2019                                          |
| Segunda ronda (Fase de grupos)  | Jornada 4  | 15 de octubre de 2019                                          |
| Segunda ronda (Fase de grupos)  | Jornada 5  | 14 de noviembre de 2019                                        |
| Segunda ronda (Fase de grupos)  | Jornada 6  | 19 de noviembre de 2019                                        |
| Segunda ronda (Fase de grupos)  | Jornada 7  | 25 de marzo de 2021 3 de junio de 2021                         |
| Segunda ronda (Fase de grupos)  | Jornada 8  | 4 de diciembre de 2020 30 de marzo de 2021 11 de junio de 2021 |
| Segunda ronda (Fase de grupos)  | Jornada 9  | 7 de junio de 2021                                             |
| Segunda ronda (Fase de grupos)  | Jornada 10 | 15 de junio de 2021                                            |

| Ronda                      | Jornada       | Fecha                   |
| -------------------------- | ------------- | ----------------------- |
| Tercera ronda (Fase final) | Jornada 1     | 2 de septiembre de 2021 |
| Tercera ronda (Fase final) | Jornada 2     | 7 de septiembre de 2021 |
| Tercera ronda (Fase final) | Jornada 3     | 7 de octubre de 2021    |
| Tercera ronda (Fase final) | Jornada 4     | 12 de octubre de 2021   |
| Tercera ronda (Fase final) | Jornada 5     | 11 de noviembre de 2021 |
| Tercera ronda (Fase final) | Jornada 6     | 16 de noviembre de 2021 |
| Tercera ronda (Fase final) | Jornada 7     | 27 de enero de 2022     |
| Tercera ronda (Fase final) | Jornada 8     | 1 de febrero de 2022    |
| Tercera ronda (Fase final) | Jornada 9     | 24 de marzo de 2022     |
| Tercera ronda (Fase final) | Jornada 10    | 29 de marzo de 2022     |
| Cuarta ronda (Play-off)    | Partido único | 7 de junio de 2022      |
| Play-off intercontinental  | Partido único | 13 de junio de 2022     |

## Primera ronda
Doce selecciones, distribuidas en seis series de dos equipos, participaron en esta ronda; los enfrentamientos quedaron definidos mediante un sorteo realizado el 17 de abril de 2019 en Kuala Lumpur, Malasia. Los partidos se llevaron a cabo el 6 y 11 de junio de 2019 y clasificaron a la siguiente ronda los ganadores de cada serie.
| Fecha               | Lugar               | Local          |                           | Resultado                                                      |                           | Visitante      |
| ------------------- | ------------------- | -------------- | ------------------------- | -------------------------------------------------------------- | ------------------------- | -------------- |
| 6 de junio de 2019  | Ulán Bator          | Mongolia       | Bandera de Mongolia       | 2 – 0 Archivado el 5 de septiembre de 2019 en Wayback Machine. | Bandera de Brunéi         | Brunéi         |
| 11 de junio de 2019 | Bandar Seri Begawan | Brunéi         | Bandera de Brunéi         | 2 – 1 Archivado el 5 de septiembre de 2019 en Wayback Machine. | Bandera de Mongolia       | Mongolia       |
| 6 de junio de 2019  | Zhuhai (China)      | Macao          | Bandera de Macao          | 1 – 0 Archivado el 5 de septiembre de 2019 en Wayback Machine. | Bandera de Sri Lanka      | Sri Lanka      |
| 11 de junio de 2019 | Colombo             | Sri Lanka      | Bandera de Sri Lanka      | 3 – 0 Archivado el 5 de septiembre de 2019 en Wayback Machine. | Bandera de Macao          | Macao          |
| 6 de junio de 2019  | Vientián            | Laos           | Bandera de Laos           | 0 – 1 Archivado el 5 de septiembre de 2019 en Wayback Machine. | Bandera de Bangladés      | Bangladés      |
| 11 de junio de 2019 | Daca                | Bangladés      | Bandera de Bangladés      | 0 – 0 Archivado el 5 de septiembre de 2019 en Wayback Machine. | Bandera de Laos           | Laos           |
| 7 de junio de 2019  | Kuala Lumpur        | Malasia        | Bandera de Malasia        | 7 – 1 Archivado el 5 de septiembre de 2019 en Wayback Machine. | Bandera de Timor Oriental | Timor Oriental |
| 11 de junio de 2019 | Kuala Lumpur        | Timor Oriental | Bandera de Timor Oriental | 1 – 5 Archivado el 5 de septiembre de 2019 en Wayback Machine. | Bandera de Malasia        | Malasia        |
| 6 de junio de 2019  | Nom Pen             | Camboya        | Bandera de Camboya        | 2 – 0 Archivado el 5 de septiembre de 2019 en Wayback Machine. | Bandera de Pakistán       | Pakistán       |
| 11 de junio de 2019 | Doha (Catar)        | Pakistán       | Bandera de Pakistán       | 1 – 2 Archivado el 5 de septiembre de 2019 en Wayback Machine. | Bandera de Camboya        | Camboya        |
| 6 de junio de 2019  | Timbu               | Bután          | Bandera de Bután          | 1 – 0 Archivado el 5 de septiembre de 2019 en Wayback Machine. | Bandera de Guam           | Guam           |
| 11 de junio de 2019 | Dededo              | Guam           | Bandera de Guam           | 5 – 0 Archivado el 5 de septiembre de 2019 en Wayback Machine. | Bandera de Bután          | Bután          |

## Segunda ronda
40 selecciones, divididas en 8 grupos de 5 equipos, participaron en esta ronda, seis procedentes de la ronda anterior y 34 que iniciaron su participación en esta instancia, los grupos quedaron conformados mediante sorteo. Los partidos se llevaron a cabo del 5 de septiembre de 2019 al 7 de junio de 2021 y clasificaron a la siguiente ronda los ganadores de grupo y los cuatro mejores segundos.

### Sorteo
El sorteo de la segunda ronda de la Clasificación de AFC para la Copa Mundial de la FIFA Catar 2022 y la Copa Asiática de la AFC China 2023 se llevó a cabo el 17 de julio de 2019 en la sede de la AFC en Kuala Lumpur, Malasia. Las 40 selecciones se dividieron en 5 bombos basados en el ranking FIFA del 14 de junio de 2019.
Catar al clasificar automáticamente para el mundial de 2022 como anfitrión, solo participó por el cupo para la Copa Asiática 2023, al igual que China que al obtener la clasificación directa como anfitrión al torneo asiático, disputó únicamente por el cupo al campeonato de la FIFA. Dado el caso que Catar finalizó como primero de su grupo, el quinto mejor de la tabla de segundos lugares, tomó su lugar en la tercera fase de clasificación para el mundial 2022.
| Bombo 1 | Bombo 2 | Bombo 3 | Bombo 4 | Bombo 5 |
| --- | --- | --- | --- | --- |
| 1. Irán (20) 2. Japón (28) 3. Corea del Sur (37) 4. Australia (43) 5. Catar (55) 6. Emiratos Árabes Unidos (67) 7. Arabia Saudita (69) 8. China (73) | 9. Irak (77) 10. Uzbekistán (82) 11. Siria (85) 12. Omán (86) 13. Líbano (86) 14. Kirguistán (95) 15. Vietnam (96) 16. Jordania (98) | 17. Palestina (100) 18. India (101) 19. Baréin (110) 20. Tailandia (116) 21. Tayikistán (120) 22. Corea del Norte (122) 23. China Taipéi (125) 24. Filipinas (126) | 25. Turkmenistán (135) 26. Birmania (138) 27. Hong Kong (141) 28. Yemen (144) 29. Afganistán (149) 30. Maldivas (151) 31. Kuwait (156) 32. Malasia (159) | 33. Indonesia (160) 34. Singapur (162) 35. Nepal (165) 36. Camboya (169) 37. Bangladés (183) 38. Mongolia (187) 39. Guam (190) 40. Sri Lanka (201) |

     – Clasificados a la Tercera ronda.

### Grupo A
| Selección | Pts. | PJ | PG | PE | PP | GF | GC | Dif |
| --------- | ---- | -- | -- | -- | -- | -- | -- | --- |
| Siria     | 21   | 8  | 7  | 0  | 1  | 22 | 7  | 15  |
| China     | 19   | 8  | 6  | 1  | 1  | 30 | 3  | 27  |
| Filipinas | 11   | 8  | 3  | 2  | 3  | 12 | 11 | 1   |
| Maldivas  | 7    | 8  | 2  | 1  | 5  | 7  | 20 | −13 |
| Guam      | 0    | 8  | 0  | 0  | 8  | 2  | 32 | −30 |

| Fecha                           | Lugar                            | Local     |                                       | Resultado |                                       | Visitante |
| ------------------------------- | -------------------------------- | --------- | ------------------------------------- | --------- | ------------------------------------- | --------- |
| 5 de septiembre de 2019, 15:30  | Dededo                           | Guam      | Bandera de Guam                       | 0 – 1     | Bandera de las Maldivas               | Maldivas  |
| 5 de septiembre de 2019, 20:00  | Bacólod                          | Filipinas | Bandera de Filipinas                  | 2 – 5     | Bandera de Siria                      | Siria     |
| 10 de septiembre de 2019, 15:30 | Dededo                           | Guam      | Bandera de Guam                       | 1 – 4     | Bandera de Filipinas                  | Filipinas |
| 10 de septiembre de 2019, 20:00 | Malé                             | Maldivas  | Bandera de las Maldivas               | 0 – 5     | Bandera de la República Popular China | China     |
| 10 de octubre de 2019, 20:00    | Cantón                           | China     | Bandera de la República Popular China | 7 – 0     | Bandera de Guam                       | Guam      |
| 10 de octubre de 2019, 18:00    | Dubái (Emiratos Árabes Unidos)   | Siria     | Bandera de Siria                      | 2 – 1     | Bandera de las Maldivas               | Maldivas  |
| 15 de octubre de 2019, 20:00    | Bacólod                          | Filipinas | Bandera de Filipinas                  | 0 – 0     | Bandera de la República Popular China | China     |
| 15 de octubre de 2019, 18:00    | Dubái (Emiratos Árabes Unidos)   | Siria     | Bandera de Siria                      | 4 – 0     | Bandera de Guam                       | Guam      |
| 14 de noviembre de 2019, 16:00  | Malé                             | Maldivas  | Bandera de las Maldivas               | 1 – 2     | Bandera de Filipinas                  | Filipinas |
| 14 de noviembre de 2019, 18:00  | Dubái (Emiratos Árabes Unidos)   | Siria     | Bandera de Siria                      | 2 – 1     | Bandera de la República Popular China | China     |
| 19 de noviembre de 2019, 16:00  | Malé                             | Maldivas  | Bandera de las Maldivas               | 3 – 1     | Bandera de Guam                       | Guam      |
| 19 de noviembre de 2019, 18:00  | Dubái (Emiratos Árabes Unidos)   | Siria     | Bandera de Siria                      | 1 – 0     | Bandera de Filipinas                  | Filipinas |
| 11 de junio de 2021, 18:00      | Sharjah (Emiratos Árabes Unidos) | Filipinas | Bandera de Filipinas                  | 3 – 0     | Bandera de Guam                       | Guam      |
| 11 de junio de 2021, 21:00      | Sharjah (Emiratos Árabes Unidos) | China     | Bandera de la República Popular China | 5 – 0     | Bandera de las Maldivas               | Maldivas  |
| 30 de mayo de 2021, 19:30       | Suzhou (China)                   | Guam      | Bandera de Guam                       | 0 – 7     | Bandera de la República Popular China | China     |
| 4 de junio de 2021, 20:00       | Sharjah (Emiratos Árabes Unidos) | Maldivas  | Bandera de las Maldivas               | 0 – 4     | Bandera de Siria                      | Siria     |
| 7 de junio de 2021, 18:00       | Sharjah (Emiratos Árabes Unidos) | Guam      | Bandera de Guam                       | 0 – 3     | Bandera de Siria                      | Siria     |
| 7 de junio de 2021, 21:00       | Sharjah (Emiratos Árabes Unidos) | China     | Bandera de la República Popular China | 2 – 0     | Bandera de Filipinas                  | Filipinas |
| 15 de junio de 2021, 18:00      | Sharjah (Emiratos Árabes Unidos) | Filipinas | Bandera de Filipinas                  | 1 – 1     | Bandera de las Maldivas               | Maldivas  |
| 15 de junio de 2021, 21:00      | Sharjah (Emiratos Árabes Unidos) | China     | Bandera de la República Popular China | 3 – 1     | Bandera de Siria                      | Siria     |

### Grupo B
| Selección    | Pts. | PJ | PG | PE | PP | GF | GC | Dif |
| ------------ | ---- | -- | -- | -- | -- | -- | -- | --- |
| Australia    | 24   | 8  | 8  | 0  | 0  | 28 | 2  | 26  |
| Kuwait       | 14   | 8  | 4  | 2  | 2  | 19 | 7  | 12  |
| Jordania     | 14   | 8  | 4  | 2  | 2  | 13 | 3  | 10  |
| Nepal        | 6    | 8  | 2  | 0  | 6  | 4  | 22 | −18 |
| China Taipéi | 0    | 8  | 0  | 0  | 8  | 4  | 34 | −30 |

| Fecha                           | Lugar           | Local        |                         | Resultado |                         | Visitante    |
| ------------------------------- | --------------- | ------------ | ----------------------- | --------- | ----------------------- | ------------ |
| 5 de septiembre de 2019, 19:10  | Taipéi          | China Taipéi | Bandera de China Taipéi | 1 – 2     | Bandera de Jordania     | Jordania     |
| 5 de septiembre de 2019, 20:00  | Kuwait          | Kuwait       | Bandera de Kuwait       | 7 – 0     | Bandera de Nepal        | Nepal        |
| 10 de septiembre de 2019, 19:10 | Taipéi          | China Taipéi | Bandera de China Taipéi | 0 – 2     | Bandera de Nepal        | Nepal        |
| 10 de septiembre de 2019, 18:30 | Kuwait          | Kuwait       | Bandera de Kuwait       | 0 – 3     | Bandera de Australia    | Australia    |
| 10 de octubre de 2019, 19:00    | Canberra        | Australia    | Bandera de Australia    | 5 – 0     | Bandera de Nepal        | Nepal        |
| 10 de octubre de 2019, 19:00    | Amán            | Jordania     | Bandera de Jordania     | 0 – 0     | Bandera de Kuwait       | Kuwait       |
| 15 de octubre de 2019, 19:40    | Kaohsiung       | China Taipéi | Bandera de China Taipéi | 1 – 7     | Bandera de Australia    | Australia    |
| 15 de octubre de 2019, 19:00    | Amán            | Jordania     | Bandera de Jordania     | 3 – 0     | Bandera de Nepal        | Nepal        |
| 14 de noviembre de 2019, 19:00  | Kuwait          | Kuwait       | Bandera de Kuwait       | 9 – 0     | Bandera de China Taipéi | China Taipéi |
| 14 de noviembre de 2019, 19:00  | Amán            | Jordania     | Bandera de Jordania     | 0 – 1     | Bandera de Australia    | Australia    |
| 19 de noviembre de 2019, 15:00  | Timbu (Bután)   | Nepal        | Bandera de Nepal        | 0 – 1     | Bandera de Kuwait       | Kuwait       |
| 19 de noviembre de 2019, 19:00  | Amán            | Jordania     | Bandera de Jordania     | 5 – 0     | Bandera de China Taipéi | China Taipéi |
| 3 de junio de 2021, 19:00       | Kuwait (Kuwait) | Nepal        | Bandera de Nepal        | 2 – 0     | Bandera de China Taipéi | China Taipéi |
| 3 de junio de 2021, 22:00       | Kuwait (Kuwait) | Australia    | Bandera de Australia    | 3 – 0     | Bandera de Kuwait       | Kuwait       |
| 7 de junio de 2021, 19:00       | Kuwait (Kuwait) | Nepal        | Bandera de Nepal        | 0 – 3     | Bandera de Jordania     | Jordania     |
| 7 de junio de 2021, 22:00       | Kuwait (Kuwait) | Australia    | Bandera de Australia    | 5 – 1     | Bandera de China Taipéi | China Taipéi |
| 11 de junio de 2021, 19:00      | Kuwait (Kuwait) | Nepal        | Bandera de Nepal        | 0 – 3     | Bandera de Australia    | Australia    |
| 11 de junio de 2021, 22:00      | Kuwait (Kuwait) | Kuwait       | Bandera de Kuwait       | 0 – 0     | Bandera de Jordania     | Jordania     |
| 15 de junio de 2021, 19:00      | Kuwait (Kuwait) | Australia    | Bandera de Australia    | 1 – 0     | Bandera de Jordania     | Jordania     |
| 15 de junio de 2021, 22:00      | Kuwait (Kuwait) | China Taipéi | Bandera de China Taipéi | 1 – 2     | Bandera de Kuwait       | Kuwait       |

### Grupo C
| Selección | Pts. | PJ | PG | PE | PP | GF | GC | Dif |
| --------- | ---- | -- | -- | -- | -- | -- | -- | --- |
| Irán      | 18   | 8  | 6  | 0  | 2  | 34 | 4  | 30  |
| Irak      | 17   | 8  | 5  | 2  | 1  | 14 | 4  | 10  |
| Baréin    | 15   | 8  | 4  | 3  | 1  | 15 | 4  | 11  |
| Hong Kong | 5    | 8  | 1  | 2  | 5  | 4  | 13 | −9  |
| Camboya   | 1    | 8  | 0  | 1  | 7  | 2  | 44 | −42 |

| Fecha                           | Lugar                 | Local     |                      | Resultado |                      | Visitante |
| ------------------------------- | --------------------- | --------- | -------------------- | --------- | -------------------- | --------- |
| 5 de septiembre de 2019, 18:30  | Nom Pen               | Camboya   | Bandera de Camboya   | 1 – 1     | Bandera de Hong Kong | Hong Kong |
| 5 de septiembre de 2019, 19:30  | Riffa                 | Baréin    | Bandera de Baréin    | 1 – 1     | Bandera de Irak      | Irak      |
| 10 de septiembre de 2019, 18:30 | Nom Pen               | Camboya   | Bandera de Camboya   | 0 – 1     | Bandera de Baréin    | Baréin    |
| 10 de septiembre de 2019, 19:00 | Wan Chai              | Hong Kong | Bandera de Hong Kong | 0 – 2     | Bandera de Irán      | Irán      |
| 10 de octubre de 2019, 17:00    | Teherán               | Irán      | Bandera de Irán      | 14 – 0    | Bandera de Camboya   | Camboya   |
| 10 de octubre de 2019, 19:00    | Basora                | Irak      | Bandera de Irak      | 2 – 0     | Bandera de Hong Kong | Hong Kong |
| 15 de octubre de 2019, 18:30    | Nom Pen               | Camboya   | Bandera de Camboya   | 0 – 4     | Bandera de Irak      | Irak      |
| 15 de octubre de 2019, 19:30    | Riffa                 | Baréin    | Bandera de Baréin    | 1 – 0     | Bandera de Irán      | Irán      |
| 14 de noviembre de 2019, 18:00  | Wan Chai              | Hong Kong | Bandera de Hong Kong | 0 – 0     | Bandera de Baréin    | Baréin    |
| 14 de noviembre de 2019, 16:00  | Amán (Jordania)       | Irak      | Bandera de Irak      | 2 – 1     | Bandera de Irán      | Irán      |
| 19 de noviembre de 2019, 18:00  | Wan Chai              | Hong Kong | Bandera de Hong Kong | 2 – 0     | Bandera de Camboya   | Camboya   |
| 19 de noviembre de 2019, 16:00  | Amán (Jordania)       | Irak      | Bandera de Irak      | 0 – 0     | Bandera de Baréin    | Baréin    |
| 3 de junio de 2021, 17:30       | Arad (Baréin)         | Irán      | Bandera de Irán      | 3 – 1     | Bandera de Hong Kong | Hong Kong |
| 3 de junio de 2021, 19:30       | Riffa (Baréin)        | Baréin    | Bandera de Baréin    | 8 – 0     | Bandera de Camboya   | Camboya   |
| 7 de junio de 2021, 17:30       | Arad (Baréin)         | Irak      | Bandera de Irak      | 4 – 1     | Bandera de Camboya   | Camboya   |
| 7 de junio de 2021, 19:30       | Riffa (Baréin)        | Irán      | Bandera de Irán      | 3 – 0     | Bandera de Baréin    | Baréin    |
| 11 de junio de 2021, 17:30      | Madinat 'Isa (Baréin) | Camboya   | Bandera de Camboya   | 0 – 10    | Bandera de Irán      | Irán      |
| 11 de junio de 2021, 19:30      | Arad (Baréin)         | Hong Kong | Bandera de Hong Kong | 0 – 1     | Bandera de Irak      | Irak      |
| 15 de junio de 2021, 19:30      | Madinat 'Isa (Baréin) | Irán      | Bandera de Irán      | 1 – 0     | Bandera de Irak      | Irak      |
| 15 de junio de 2021, 19:30      | Riffa (Baréin)        | Baréin    | Bandera de Baréin    | 4 – 0     | Bandera de Hong Kong | Hong Kong |

### Grupo D
| Selección      | Pts. | PJ | PG | PE | PP | GF | GC | Dif |
| -------------- | ---- | -- | -- | -- | -- | -- | -- | --- |
| Arabia Saudita | 20   | 8  | 6  | 2  | 0  | 22 | 4  | 18  |
| Uzbekistán     | 15   | 8  | 5  | 0  | 3  | 18 | 9  | 9   |
| Palestina      | 10   | 8  | 3  | 1  | 4  | 10 | 10 | 0   |
| Singapur       | 7    | 8  | 2  | 1  | 5  | 7  | 22 | −15 |
| Yemen          | 5    | 8  | 1  | 2  | 5  | 6  | 18 | −12 |

| Fecha                           | Lugar                 | Local          |                           | Resultado |                           | Visitante      |
| ------------------------------- | --------------------- | -------------- | ------------------------- | --------- | ------------------------- | -------------- |
| 5 de septiembre de 2019, 19:45  | Singapur              | Singapur       | Bandera de Singapur       | 2 – 2     | Bandera de Yemen          | Yemen          |
| 5 de septiembre de 2019, 17:00  | Al-Ram                | Palestina      | Bandera de Palestina      | 2 – 0     | Bandera de Uzbekistán     | Uzbekistán     |
| 10 de septiembre de 2019, 19:45 | Singapur              | Singapur       | Bandera de Singapur       | 2 – 1     | Bandera de Palestina      | Palestina      |
| 10 de septiembre de 2019, 19:00 | Riffa (Baréin)        | Yemen          | Bandera de Yemen          | 2 – 2     | Bandera de Arabia Saudita | Arabia Saudita |
| 10 de octubre de 2019, 17:00    | Taskent               | Uzbekistán     | Bandera de Uzbekistán     | 5 – 0     | Bandera de Yemen          | Yemen          |
| 10 de octubre de 2019, 20:00    | Yeda                  | Arabia Saudita | Bandera de Arabia Saudita | 3 – 0     | Bandera de Singapur       | Singapur       |
| 15 de octubre de 2019, 19:45    | Singapur              | Singapur       | Bandera de Singapur       | 1 – 3     | Bandera de Uzbekistán     | Uzbekistán     |
| 15 de octubre de 2019, 16:00    | Al-Ram                | Palestina      | Bandera de Palestina      | 0 – 0     | Bandera de Arabia Saudita | Arabia Saudita |
| 14 de noviembre de 2019, 18:00  | Taskent               | Uzbekistán     | Bandera de Uzbekistán     | 2 – 3     | Bandera de Arabia Saudita | Arabia Saudita |
| 14 de noviembre de 2019, 18:00  | Al Muharraq (Baréin)  | Yemen          | Bandera de Yemen          | 1 – 0     | Bandera de Palestina      | Palestina      |
| 19 de noviembre de 2019, 18:00  | Taskent               | Uzbekistán     | Bandera de Uzbekistán     | 2 – 0     | Bandera de Palestina      | Palestina      |
| 19 de noviembre de 2019, 18:00  | Al Muharraq (Baréin)  | Yemen          | Bandera de Yemen          | 1 – 2     | Bandera de Singapur       | Singapur       |
| 3 de junio de 2021, 21:00       | Riad (Arabia Saudita) | Palestina      | Bandera de Palestina      | 4 – 0     | Bandera de Singapur       | Singapur       |
| 5 de junio de 2021, 21:00       | Riad                  | Arabia Saudita | Bandera de Arabia Saudita | 3 – 0     | Bandera de Yemen          | Yemen          |
| 30 de marzo de 2021, 20:30      | Riad                  | Arabia Saudita | Bandera de Arabia Saudita | 5 – 0     | Bandera de Palestina      | Palestina      |
| 7 de junio de 2021, 21:00       | Riad (Arabia Saudita) | Uzbekistán     | Bandera de Uzbekistán     | 5 – 0     | Bandera de Singapur       | Singapur       |
| 11 de junio de 2021, 21:00      | Riad (Arabia Saudita) | Yemen          | Bandera de Yemen          | 0 – 1     | Bandera de Uzbekistán     | Uzbekistán     |
| 11 de junio de 2021, 21:00      | Riad (Arabia Saudita) | Singapur       | Bandera de Singapur       | 0 – 3     | Bandera de Arabia Saudita | Arabia Saudita |
| 15 de junio de 2021, 21:00      | Riad (Arabia Saudita) | Palestina      | Bandera de Palestina      | 3 – 0     | Bandera de Yemen          | Yemen          |
| 15 de junio de 2021, 21:00      | Riad                  | Arabia Saudita | Bandera de Arabia Saudita | 3 – 0     | Bandera de Uzbekistán     | Uzbekistán     |

### Grupo E
| Selección  | Pts. | PJ | PG | PE | PP | GF | GC | Dif |
| ---------- | ---- | -- | -- | -- | -- | -- | -- | --- |
| Catar      | 22   | 8  | 7  | 1  | 0  | 18 | 1  | 17  |
| Omán       | 18   | 8  | 6  | 0  | 2  | 16 | 6  | 10  |
| India      | 7    | 8  | 1  | 4  | 3  | 6  | 7  | −1  |
| Afganistán | 6    | 8  | 1  | 3  | 4  | 5  | 15 | −10 |
| Bangladés  | 2    | 8  | 0  | 2  | 6  | 3  | 19 | −16 |

| Fecha                           | Lugar                | Local      |                       | Resultado |                       | Visitante  |
| ------------------------------- | -------------------- | ---------- | --------------------- | --------- | --------------------- | ---------- |
| 5 de septiembre de 2019, 20:00  | Guwahati             | India      | Bandera de la India   | 1 – 2     | Bandera de Omán       | Omán       |
| 5 de septiembre de 2019, 19:30  | Doha                 | Catar      | Bandera de Catar      | 6 – 0     | Bandera de Afganistán | Afganistán |
| 10 de septiembre de 2019, 19:00 | Dusambé (Tayikistán) | Afganistán | Bandera de Afganistán | 1 – 0     | Bandera de Bangladés  | Bangladés  |
| 10 de septiembre de 2019, 19:30 | Doha                 | Catar      | Bandera de Catar      | 0 – 0     | Bandera de la India   | India      |
| 10 de octubre de 2019, 19:00    | Daca                 | Bangladés  | Bandera de Bangladés  | 0 – 2     | Bandera de Catar      | Catar      |
| 10 de octubre de 2019, 19:00    | Mascate              | Omán       | Bandera de Omán       | 3 – 0     | Bandera de Afganistán | Afganistán |
| 15 de octubre de 2019, 20:00    | Calcuta              | India      | Bandera de la India   | 1 – 1     | Bandera de Bangladés  | Bangladés  |
| 15 de octubre de 2019, 19:30    | Doha                 | Catar      | Bandera de Catar      | 2 – 1     | Bandera de Omán       | Omán       |
| 14 de noviembre de 2019, 19:00  | Dusambé (Tayikistán) | Afganistán | Bandera de Afganistán | 1 – 1     | Bandera de la India   | India      |
| 14 de noviembre de 2019, 19:00  | Mascate              | Omán       | Bandera de Omán       | 4 – 1     | Bandera de Bangladés  | Bangladés  |
| 19 de noviembre de 2019, 19:00  | Dusambé (Tayikistán) | Afganistán | Bandera de Afganistán | 0 – 1     | Bandera de Catar      | Catar      |
| 19 de noviembre de 2019, 19:00  | Mascate              | Omán       | Bandera de Omán       | 1 – 0     | Bandera de la India   | India      |
| 3 de junio de 2021, 17:00       | Doha (Catar)         | Bangladés  | Bandera de Bangladés  | 1 – 1     | Bandera de Afganistán | Afganistán |
| 3 de junio de 2021, 20:00       | Doha (Catar)         | India      | Bandera de la India   | 0 – 1     | Bandera de Catar      | Catar      |
| 7 de junio de 2021, 17:00       | Doha (Catar)         | Bangladés  | Bandera de Bangladés  | 0 – 2     | Bandera de la India   | India      |
| 7 de junio de 2021, 20:00       | Doha (Catar)         | Omán       | Bandera de Omán       | 0 – 1     | Bandera de Catar      | Catar      |
| 4 de diciembre de 2020, 19:00   | Doha                 | Catar      | Bandera de Catar      | 5 – 0     | Bandera de Bangladés  | Bangladés  |
| 11 de junio de 2021, 20:00      | Doha (Catar)         | Afganistán | Bandera de Afganistán | 1 – 2     | Bandera de Omán       | Omán       |
| 15 de junio de 2021, 17:00      | Doha (Catar)         | India      | Bandera de la India   | 1 – 1     | Bandera de Afganistán | Afganistán |
| 15 de junio de 2021, 20:10      | Doha (Catar)         | Bangladés  | Bandera de Bangladés  | 0 – 3     | Bandera de Omán       | Omán       |

### Grupo F
| Selección  | Pts. | PJ | PG | PE | PP | GF | GC | Dif |
| ---------- | ---- | -- | -- | -- | -- | -- | -- | --- |
| Japón      | 24   | 8  | 8  | 0  | 0  | 46 | 2  | 44  |
| Tayikistán | 13   | 8  | 4  | 1  | 3  | 14 | 12 | 2   |
| Kirguistán | 10   | 8  | 3  | 1  | 4  | 19 | 12 | 7   |
| Mongolia   | 6    | 8  | 2  | 0  | 6  | 3  | 27 | −24 |
| Birmania   | 6    | 8  | 2  | 0  | 6  | 6  | 35 | −29 |

| Fecha                           | Lugar         | Local      |                       | Resultado |                       | Visitante  |
| ------------------------------- | ------------- | ---------- | --------------------- | --------- | --------------------- | ---------- |
| 5 de septiembre de 2019, 17:00  | Ulán Bator    | Mongolia   | Bandera de Mongolia   | 1 – 0     | Bandera de Birmania   | Birmania   |
| 5 de septiembre de 2019, 19:00  | Dusambé       | Tayikistán | Bandera de Tayikistán | 1 – 0     | Bandera de Kirguistán | Kirguistán |
| 10 de septiembre de 2019, 17:00 | Ulán Bator    | Mongolia   | Bandera de Mongolia   | 0 – 1     | Bandera de Tayikistán | Tayikistán |
| 10 de septiembre de 2019, 18:50 | Rangún        | Birmania   | Bandera de Birmania   | 0 – 2     | Bandera de Japón      | Japón      |
| 10 de octubre de 2019, 19:35    | Saitama       | Japón      | Bandera de Japón      | 6 – 0     | Bandera de Mongolia   | Mongolia   |
| 10 de octubre de 2019, 20:30    | Biskek        | Kirguistán | Bandera de Kirguistán | 7 – 0     | Bandera de Birmania   | Birmania   |
| 15 de octubre de 2019, 16:00    | Ulán Bator    | Mongolia   | Bandera de Mongolia   | 1 – 2     | Bandera de Kirguistán | Kirguistán |
| 15 de octubre de 2019, 17:15    | Dusambé       | Tayikistán | Bandera de Tayikistán | 0 – 3     | Bandera de Japón      | Japón      |
| 14 de noviembre de 2019, 17:30  | Mandalay      | Birmania   | Bandera de Birmania   | 4 – 3     | Bandera de Tayikistán | Tayikistán |
| 14 de noviembre de 2019, 19:00  | Biskek        | Kirguistán | Bandera de Kirguistán | 0 – 2     | Bandera de Japón      | Japón      |
| 19 de noviembre de 2019, 17:00  | Mandalay      | Birmania   | Bandera de Birmania   | 1 – 0     | Bandera de Mongolia   | Mongolia   |
| 19 de noviembre de 2019, 18:00  | Biskek        | Kirguistán | Bandera de Kirguistán | 1 – 1     | Bandera de Tayikistán | Tayikistán |
| 25 de marzo de 2021, 18:00      | Dusambé       | Tayikistán | Bandera de Tayikistán | 3 – 0     | Bandera de Mongolia   | Mongolia   |
| 28 de mayo de 2021, 19:20       | Chiba (Japón) | Japón      | Bandera de Japón      | 10 – 0    | Bandera de Birmania   | Birmania   |
| 7 de junio de 2021, 16:00       | Osaka (Japón) | Kirguistán | Bandera de Kirguistán | 0 – 1     | Bandera de Mongolia   | Mongolia   |
| 7 de junio de 2021, 19:30       | Suita (Japón) | Japón      | Bandera de Japón      | 4 – 1     | Bandera de Tayikistán | Tayikistán |
| 30 de marzo de 2021, 19:30      | Chiba (Japón) | Mongolia   | Bandera de Mongolia   | 0 – 14    | Bandera de Japón      | Japón      |
| 11 de junio de 2021, 16:00      | Osaka (Japón) | Birmania   | Bandera de Birmania   | 1 – 8     | Bandera de Kirguistán | Kirguistán |
| 15 de junio de 2021, 19:25      | Suita (Japón) | Japón      | Bandera de Japón      | 5 – 1     | Bandera de Kirguistán | Kirguistán |
| 15 de junio de 2021, 19:25      | Osaka (Japón) | Tayikistán | Bandera de Tayikistán | 4 – 0     | Bandera de Birmania   | Birmania   |

### Grupo G
| Selección              | Pts. | PJ | PG | PE | PP | GF | GC | Dif |
| ---------------------- | ---- | -- | -- | -- | -- | -- | -- | --- |
| Emiratos Árabes Unidos | 18   | 8  | 6  | 0  | 2  | 23 | 7  | 16  |
| Vietnam                | 17   | 8  | 5  | 2  | 1  | 13 | 5  | 8   |
| Malasia                | 12   | 8  | 4  | 0  | 4  | 10 | 12 | −2  |
| Tailandia              | 9    | 8  | 2  | 3  | 3  | 9  | 9  | 0   |
| Indonesia              | 1    | 8  | 0  | 1  | 7  | 5  | 27 | −22 |

| Fecha                           | Lugar                          | Local                  |                                   | Resultado |                                   | Visitante              |
| ------------------------------- | ------------------------------ | ---------------------- | --------------------------------- | --------- | --------------------------------- | ---------------------- |
| 5 de septiembre de 2019, 19:00  | Bangkok                        | Tailandia              | Bandera de Tailandia              | 0 – 0     | Bandera de Vietnam                | Vietnam                |
| 5 de septiembre de 2019, 19:30  | Yakarta                        | Indonesia              | Bandera de Indonesia              | 2 – 3     | Bandera de Malasia                | Malasia                |
| 10 de septiembre de 2019, 19:30 | Yakarta                        | Indonesia              | Bandera de Indonesia              | 0 – 3     | Bandera de Tailandia              | Tailandia              |
| 10 de septiembre de 2019, 20:45 | Kuala Lumpur                   | Malasia                | Bandera de Malasia                | 1 – 2     | Bandera de Emiratos Árabes Unidos | Emiratos Árabes Unidos |
| 10 de octubre de 2019, 20:00    | Hanói                          | Vietnam                | Bandera de Vietnam                | 1 – 0     | Bandera de Malasia                | Malasia                |
| 10 de octubre de 2019, 20:00    | Dubái                          | Emiratos Árabes Unidos | Bandera de Emiratos Árabes Unidos | 5 – 0     | Bandera de Indonesia              | Indonesia              |
| 15 de octubre de 2019, 19:00    | Bangkok                        | Tailandia              | Bandera de Tailandia              | 2 – 1     | Bandera de Emiratos Árabes Unidos | Emiratos Árabes Unidos |
| 15 de octubre de 2019, 19:30    | Gyanar, Isla de Bali           | Indonesia              | Bandera de Indonesia              | 1 – 3     | Bandera de Vietnam                | Vietnam                |
| 14 de noviembre de 2019, 20:45  | Kuala Lumpur                   | Malasia                | Bandera de Malasia                | 2 – 1     | Bandera de Tailandia              | Tailandia              |
| 14 de noviembre de 2019, 20:00  | Hanói                          | Vietnam                | Bandera de Vietnam                | 1 – 0     | Bandera de Emiratos Árabes Unidos | Emiratos Árabes Unidos |
| 19 de noviembre de 2019, 20:45  | Kuala Lumpur                   | Malasia                | Bandera de Malasia                | 2 – 0     | Bandera de Indonesia              | Indonesia              |
| 19 de noviembre de 2019, 20:00  | Hanói                          | Vietnam                | Bandera de Vietnam                | 0 – 0     | Bandera de Tailandia              | Tailandia              |
| 3 de junio de 2021, 20:45       | Dubái (Emiratos Árabes Unidos) | Tailandia              | Bandera de Tailandia              | 2 – 2     | Bandera de Indonesia              | Indonesia              |
| 3 de junio de 2021, 20:45       | Dubái (Emiratos Árabes Unidos) | Emiratos Árabes Unidos | Bandera de Emiratos Árabes Unidos | 4 – 0     | Bandera de Malasia                | Malasia                |
| 7 de junio de 2021, 20:45       | Dubái (Emiratos Árabes Unidos) | Emiratos Árabes Unidos | Bandera de Emiratos Árabes Unidos | 3 – 1     | Bandera de Tailandia              | Tailandia              |
| 7 de junio de 2021, 20:45       | Dubái (Emiratos Árabes Unidos) | Vietnam                | Bandera de Vietnam                | 4 – 0     | Bandera de Indonesia              | Indonesia              |
| 11 de junio de 2021, 20:45      | Dubái (Emiratos Árabes Unidos) | Indonesia              | Bandera de Indonesia              | 0 – 5     | Bandera de Emiratos Árabes Unidos | Emiratos Árabes Unidos |
| 11 de junio de 2021, 20:45      | Dubái (Emiratos Árabes Unidos) | Malasia                | Bandera de Malasia                | 1 – 2     | Bandera de Vietnam                | Vietnam                |
| 15 de junio de 2021, 20:45      | Dubái (Emiratos Árabes Unidos) | Emiratos Árabes Unidos | Bandera de Emiratos Árabes Unidos | 3 – 2     | Bandera de Vietnam                | Vietnam                |
| 15 de junio de 2021, 20:45      | Dubái (Emiratos Árabes Unidos) | Tailandia              | Bandera de Tailandia              | 0 – 1     | Bandera de Malasia                | Malasia                |

### Grupo H
| Selección       | Pts.     | PJ       | PG       | PE       | PP       | GF       | GC       | Dif      |
| --------------- | -------- | -------- | -------- | -------- | -------- | -------- | -------- | -------- |
| Corea del Sur   | 16       | 6        | 5        | 1        | 0        | 22       | 1        | 21       |
| Líbano          | 10       | 6        | 3        | 1        | 2        | 11       | 8        | 3        |
| Turkmenistán    | 9        | 6        | 3        | 0        | 3        | 8        | 11       | −3       |
| Sri Lanka       | 0        | 6        | 0        | 0        | 6        | 2        | 23       | −21      |
| Corea del Norte | Retirado | Retirado | Retirado | Retirado | Retirado | Retirado | Retirado | Retirado |

| Fecha                           | Lugar                  | Local           |                            | Resultado |                            | Visitante       |
| ------------------------------- | ---------------------- | --------------- | -------------------------- | --------- | -------------------------- | --------------- |
| 5 de septiembre de 2019, 17:30  | Pionyang               | Corea del Norte | Bandera de Corea del Norte | 2 – 0     | Bandera de Líbano          | Líbano          |
| 5 de septiembre de 2019, 19:30  | Colombo                | Sri Lanka       | Bandera de Sri Lanka       | 0 – 2     | Bandera de Turkmenistán    | Turkmenistán    |
| 10 de septiembre de 2019, 19:30 | Colombo                | Sri Lanka       | Bandera de Sri Lanka       | 0 – 1     | Bandera de Corea del Norte | Corea del Norte |
| 10 de septiembre de 2019, 19:00 | Asjabad                | Turkmenistán    | Bandera de Turkmenistán    | 0 – 2     | Bandera de Corea del Sur   | Corea del Sur   |
| 10 de octubre de 2019, 20:00    | Hwaseong               | Corea del Sur   | Bandera de Corea del Sur   | 8 – 0     | Bandera de Sri Lanka       | Sri Lanka       |
| 10 de octubre de 2019, 19:00    | Beirut                 | Líbano          | Bandera de Líbano          | 2 – 1     | Bandera de Turkmenistán    | Turkmenistán    |
| 15 de octubre de 2019, 17:30    | Pionyang               | Corea del Norte | Bandera de Corea del Norte | 0 – 0     | Bandera de Corea del Sur   | Corea del Sur   |
| 15 de octubre de 2019, 19:30    | Colombo                | Sri Lanka       | Bandera de Sri Lanka       | 0 – 3     | Bandera de Líbano          | Líbano          |
| 14 de noviembre de 2019, 16:00  | Asjabad                | Turkmenistán    | Bandera de Turkmenistán    | 3 – 1     | Bandera de Corea del Norte | Corea del Norte |
| 14 de noviembre de 2019, 15:00  | Beirut                 | Líbano          | Bandera de Líbano          | 0 – 0     | Bandera de Corea del Sur   | Corea del Sur   |
| 19 de noviembre de 2019, 16:00  | Asjabad                | Turkmenistán    | Bandera de Turkmenistán    | 2 – 0     | Bandera de Sri Lanka       | Sri Lanka       |
| 19 de noviembre de 2019, 19:00  | Beirut                 | Líbano          | Bandera de Líbano          | 0 – 0     | Bandera de Corea del Norte | Corea del Norte |
| Cancelado                       |                        | Corea del Norte | Bandera de Corea del Norte | –         | Bandera de Sri Lanka       | Sri Lanka       |
| 5 de junio de 2021, 20:00       | Goyang (Corea del Sur) | Corea del Sur   | Bandera de Corea del Sur   | 5 – 0     | Bandera de Turkmenistán    | Turkmenistán    |
| 5 de junio de 2021, 15:00       | Goyang (Corea del Sur) | Líbano          | Bandera de Líbano          | 3 – 2     | Bandera de Sri Lanka       | Sri Lanka       |
| Cancelado                       |                        | Corea del Sur   | Bandera de Corea del Sur   | –         | Bandera de Corea del Norte | Corea del Norte |
| 9 de junio de 2021, 15:00       | Goyang (Corea del Sur) | Turkmenistán    | Bandera de Turkmenistán    | 3 – 2     | Bandera de Líbano          | Líbano          |
| 9 de junio de 2021, 20:00       | Goyang (Corea del Sur) | Sri Lanka       | Bandera de Sri Lanka       | 0 – 5     | Bandera de Corea del Sur   | Corea del Sur   |
| Cancelado                       |                        | Corea del Norte | Bandera de Corea del Norte | –         | Bandera de Turkmenistán    | Turkmenistán    |
| 13 de junio de 2021, 15:00      | Goyang (Corea del Sur) | Corea del Sur   | Bandera de Corea del Sur   | 2 – 1     | Bandera de Líbano          | Líbano          |

### Mejores segundos
El Grupo H tuvo solo cuatro equipos, a diferencia de los cinco de los demás grupos, después de que Corea del Norte se retiró de la competencia. Por lo tanto, los resultados contra el equipo en quinto lugar en los grupos A a G no se tomaron en cuenta al determinar la clasificación de los equipos subcampeones. Para definir a los cuatro mejores segundos se elaboró una tabla solo con los segundos lugares de cada grupo; estos equipos fueron ordenados bajo los siguientes criterios:
- Puntos obtenidos.
- Mejor diferencia de goles.
- Mayor cantidad de goles marcados.
- Un partido definitorio entre los equipos en cuestión.

| Selección  | Gr. | Pts. | PJ | PG | PE | PP | GF | GC | Dif |
| ---------- | --- | ---- | -- | -- | -- | -- | -- | -- | --- |
| China      | A   | 13   | 6  | 4  | 1  | 1  | 16 | 3  | +13 |
| Omán       | E   | 12   | 6  | 4  | 0  | 2  | 9  | 5  | +4  |
| Irak       | C   | 11   | 6  | 3  | 2  | 1  | 6  | 3  | +3  |
| Vietnam    | G   | 11   | 6  | 3  | 2  | 1  | 6  | 4  | +2  |
| Líbano     | H   | 10   | 6  | 3  | 1  | 2  | 11 | 8  | +3  |
| Tayikistán | F   | 10   | 6  | 3  | 1  | 2  | 7  | 8  | −1  |
| Uzbekistán | D   | 9    | 6  | 3  | 0  | 3  | 12 | 9  | +3  |
| Kuwait     | B   | 8    | 6  | 2  | 2  | 2  | 8  | 6  | +2  |

## Tercera ronda
Los doce equipos clasificados fueron redistribuidos en dos grupos de seis cada uno. Dado que Catar finalizó la segunda fase como ganador de grupo, su lugar fue tomado por el siguiente mejor clasificado. Los dos primeros puestos de cada grupo clasificaron y los terceros pasaron a la cuarta ronda.
     – Clasificados a la Copa Mundial de Fútbol de 2022.      – Clasificados a la Cuarta ronda.
En negrita las selecciones clasificadas a la Copa Mundial.

### Grupo A
| Selección              | Pts. | PJ | PG | PE | PP | GF | GC | Dif |
| ---------------------- | ---- | -- | -- | -- | -- | -- | -- | --- |
| Irán                   | 25   | 10 | 8  | 1  | 1  | 15 | 4  | 11  |
| Corea del Sur          | 23   | 10 | 7  | 2  | 1  | 13 | 3  | 10  |
| Emiratos Árabes Unidos | 12   | 10 | 3  | 3  | 4  | 7  | 7  | 0   |
| Irak                   | 9    | 10 | 1  | 6  | 3  | 6  | 12 | –6  |
| Siria                  | 6    | 10 | 1  | 3  | 6  | 9  | 16 | –7  |
| Líbano                 | 6    | 10 | 1  | 3  | 6  | 5  | 13 | –8  |

| Fecha                   | Lugar                          | Local                  |                                   | Resultado |                                   | Visitante              |
| ----------------------- | ------------------------------ | ---------------------- | --------------------------------- | --------- | --------------------------------- | ---------------------- |
| 2 de septiembre de 2021 | Seúl                           | Corea del Sur          | Bandera de Corea del Sur          | 0 – 0     | Bandera de Irak                   | Irak                   |
| 2 de septiembre de 2021 | Teherán                        | Irán                   | Bandera de Irán                   | 1 – 0     | Bandera de Siria                  | Siria                  |
| 2 de septiembre de 2021 | Dubái                          | Emiratos Árabes Unidos | Bandera de Emiratos Árabes Unidos | 0 – 0     | Bandera de Líbano                 | Líbano                 |
| 7 de septiembre de 2021 | Suwon                          | Corea del Sur          | Bandera de Corea del Sur          | 1 – 0     | Bandera de Líbano                 | Líbano                 |
| 7 de septiembre de 2021 | Amán (Jordania)                | Siria                  | Bandera de Siria                  | 1 – 1     | Bandera de Emiratos Árabes Unidos | Emiratos Árabes Unidos |
| 7 de septiembre de 2021 | Doha (Catar)                   | Irak                   | Bandera de Irak                   | 0 – 3     | Bandera de Irán                   | Irán                   |
| 7 de octubre de 2021    | Ansan                          | Corea del Sur          | Bandera de Corea del Sur          | 2 – 1     | Bandera de Siria                  | Siria                  |
| 7 de octubre de 2021    | Doha (Catar)                   | Irak                   | Bandera de Irak                   | 0 – 0     | Bandera de Líbano                 | Líbano                 |
| 7 de octubre de 2021    | Dubái                          | Emiratos Árabes Unidos | Bandera de Emiratos Árabes Unidos | 0 – 1     | Bandera de Irán                   | Irán                   |
| 12 de octubre de 2021   | Teherán                        | Irán                   | Bandera de Irán                   | 1 – 1     | Bandera de Corea del Sur          | Corea del Sur          |
| 12 de octubre de 2021   | Amán (Jordania)                | Siria                  | Bandera de Siria                  | 2 – 3     | Bandera de Líbano                 | Líbano                 |
| 12 de octubre de 2021   | Dubái                          | Emiratos Árabes Unidos | Bandera de Emiratos Árabes Unidos | 2 – 2     | Bandera de Irak                   | Irak                   |
| 11 de noviembre de 2021 | Goyang                         | Corea del Sur          | Bandera de Corea del Sur          | 1 – 0     | Bandera de Emiratos Árabes Unidos | Emiratos Árabes Unidos |
| 11 de noviembre de 2021 | Sidón                          | Líbano                 | Bandera de Líbano                 | 1 – 2     | Bandera de Irán                   | Irán                   |
| 11 de noviembre de 2021 | Doha (Catar)                   | Irak                   | Bandera de Irak                   | 1 – 1     | Bandera de Siria                  | Siria                  |
| 16 de noviembre de 2021 | Sidón                          | Líbano                 | Bandera de Líbano                 | 0 – 1     | Bandera de Emiratos Árabes Unidos | Emiratos Árabes Unidos |
| 16 de noviembre de 2021 | Doha (Catar)                   | Irak                   | Bandera de Irak                   | 0 – 3     | Bandera de Corea del Sur          | Corea del Sur          |
| 16 de noviembre de 2021 | Amán (Jordania)                | Siria                  | Bandera de Siria                  | 0 – 3     | Bandera de Irán                   | Irán                   |
| 27 de enero de 2022     | Sidón                          | Líbano                 | Bandera de Líbano                 | 0 – 1     | Bandera de Corea del Sur          | Corea del Sur          |
| 27 de enero de 2022     | Teherán                        | Irán                   | Bandera de Irán                   | 1 – 0     | Bandera de Irak                   | Irak                   |
| 27 de enero de 2022     | Dubái                          | Emiratos Árabes Unidos | Bandera de Emiratos Árabes Unidos | 2 – 0     | Bandera de Siria                  | Siria                  |
| 1 de febrero de 2022    | Sidón                          | Líbano                 | Bandera de Líbano                 | 1 – 1     | Bandera de Irak                   | Irak                   |
| 1 de febrero de 2022    | Dubái (Emiratos Árabes Unidos) | Siria                  | Bandera de Siria                  | 0 – 2     | Bandera de Corea del Sur          | Corea del Sur          |
| 1 de febrero de 2022    | Teherán                        | Irán                   | Bandera de Irán                   | 1 – 0     | Bandera de Emiratos Árabes Unidos | Emiratos Árabes Unidos |
| 24 de marzo de 2022     | Seúl                           | Corea del Sur          | Bandera de Corea del Sur          | 2 – 0     | Bandera de Irán                   | Irán                   |
| 24 de marzo de 2022     | Sidón                          | Líbano                 | Bandera de Líbano                 | 0 – 3     | Bandera de Siria                  | Siria                  |
| 24 de marzo de 2022     | Riad (Arabia Saudita)          | Irak                   | Bandera de Irak                   | 1 – 0     | Bandera de Emiratos Árabes Unidos | Emiratos Árabes Unidos |
| 29 de marzo de 2022     | Mashhad                        | Irán                   | Bandera de Irán                   | 2 – 0     | Bandera de Líbano                 | Líbano                 |
| 29 de marzo de 2022     | Dubái                          | Emiratos Árabes Unidos | Bandera de Emiratos Árabes Unidos | 1 – 0     | Bandera de Corea del Sur          | Corea del Sur          |
| 29 de marzo de 2022     | Dubái (Emiratos Árabes Unidos) | Siria                  | Bandera de Siria                  | 1 – 1     | Bandera de Irak                   | Irak                   |

### Grupo B
| Selección      | Pts. | PJ | PG | PE | PP | GF | GC | Dif |
| -------------- | ---- | -- | -- | -- | -- | -- | -- | --- |
| Arabia Saudita | 23   | 10 | 7  | 2  | 1  | 12 | 6  | 6   |
| Japón          | 22   | 10 | 7  | 1  | 2  | 12 | 4  | 8   |
| Australia      | 15   | 10 | 4  | 3  | 3  | 15 | 9  | 6   |
| Omán           | 14   | 10 | 4  | 2  | 4  | 11 | 10 | 1   |
| China          | 6    | 10 | 1  | 3  | 6  | 9  | 19 | −10 |
| Vietnam        | 4    | 10 | 1  | 1  | 8  | 8  | 19 | −11 |

| Fecha                   | Lugar                            | Local          |                                       | Resultado |                                       | Visitante      |
| ----------------------- | -------------------------------- | -------------- | ------------------------------------- | --------- | ------------------------------------- | -------------- |
| 2 de septiembre de 2021 | Suita                            | Japón          | Bandera de Japón                      | 0 – 1     | Bandera de Omán                       | Omán           |
| 2 de septiembre de 2021 | Doha (Catar)                     | Australia      | Bandera de Australia                  | 3 – 0     | Bandera de la República Popular China | China          |
| 2 de septiembre de 2021 | Riad                             | Arabia Saudita | Bandera de Arabia Saudita             | 3 – 1     | Bandera de Vietnam                    | Vietnam        |
| 7 de septiembre de 2021 | Hanói                            | Vietnam        | Bandera de Vietnam                    | 0 – 1     | Bandera de Australia                  | Australia      |
| 7 de septiembre de 2021 | Doha (Catar)                     | China          | Bandera de la República Popular China | 0 – 1     | Bandera de Japón                      | Japón          |
| 7 de septiembre de 2021 | Mascate                          | Omán           | Bandera de Omán                       | 0 – 1     | Bandera de Arabia Saudita             | Arabia Saudita |
| 7 de octubre de 2021    | Sharjah (Emiratos Árabes Unidos) | China          | Bandera de la República Popular China | 3 – 2     | Bandera de Vietnam                    | Vietnam        |
| 7 de octubre de 2021    | Yeda                             | Arabia Saudita | Bandera de Arabia Saudita             | 1 – 0     | Bandera de Japón                      | Japón          |
| 7 de octubre de 2021    | Doha (Catar)                     | Australia      | Bandera de Australia                  | 3 – 1     | Bandera de Omán                       | Omán           |
| 12 de octubre de 2021   | Saitama                          | Japón          | Bandera de Japón                      | 2 – 1     | Bandera de Australia                  | Australia      |
| 12 de octubre de 2021   | Mascate                          | Omán           | Bandera de Omán                       | 3 – 1     | Bandera de Vietnam                    | Vietnam        |
| 12 de octubre de 2021   | Yeda                             | Arabia Saudita | Bandera de Arabia Saudita             | 3 – 2     | Bandera de la República Popular China | China          |
| 11 de noviembre de 2021 | Sídney                           | Australia      | Bandera de Australia                  | 0 – 0     | Bandera de Arabia Saudita             | Arabia Saudita |
| 11 de noviembre de 2021 | Hanói                            | Vietnam        | Bandera de Vietnam                    | 0 – 1     | Bandera de Japón                      | Japón          |
| 11 de noviembre de 2021 | Sharjah (Emiratos Árabes Unidos) | China          | Bandera de la República Popular China | 1 – 1     | Bandera de Omán                       | Omán           |
| 16 de noviembre de 2021 | Hanói                            | Vietnam        | Bandera de Vietnam                    | 0 – 1     | Bandera de Arabia Saudita             | Arabia Saudita |
| 16 de noviembre de 2021 | Sharjah (Emiratos Árabes Unidos) | China          | Bandera de la República Popular China | 1 – 1     | Bandera de Australia                  | Australia      |
| 16 de noviembre de 2021 | Mascate                          | Omán           | Bandera de Omán                       | 0 – 1     | Bandera de Japón                      | Japón          |
| 27 de enero de 2022     | Melbourne                        | Australia      | Bandera de Australia                  | 4 – 0     | Bandera de Vietnam                    | Vietnam        |
| 27 de enero de 2022     | Saitama                          | Japón          | Bandera de Japón                      | 2 – 0     | Bandera de la República Popular China | China          |
| 27 de enero de 2022     | Yeda                             | Arabia Saudita | Bandera de Arabia Saudita             | 1 – 0     | Bandera de Omán                       | Omán           |
| 1 de febrero de 2022    | Saitama                          | Japón          | Bandera de Japón                      | 2 – 0     | Bandera de Arabia Saudita             | Arabia Saudita |
| 1 de febrero de 2022    | Hanói                            | Vietnam        | Bandera de Vietnam                    | 3 – 1     | Bandera de la República Popular China | China          |
| 1 de febrero de 2022    | Mascate                          | Omán           | Bandera de Omán                       | 2 – 2     | Bandera de Australia                  | Australia      |
| 24 de marzo de 2022     | Sídney                           | Australia      | Bandera de Australia                  | 0 – 2     | Bandera de Japón                      | Japón          |
| 24 de marzo de 2022     | Hanói                            | Vietnam        | Bandera de Vietnam                    | 0 – 1     | Bandera de Omán                       | Omán           |
| 24 de marzo de 2022     | Sharjah (Emiratos Árabes Unidos) | China          | Bandera de la República Popular China | 1 – 1     | Bandera de Arabia Saudita             | Arabia Saudita |
| 29 de marzo de 2022     | Saitama                          | Japón          | Bandera de Japón                      | 1 – 1     | Bandera de Vietnam                    | Vietnam        |
| 29 de marzo de 2022     | Mascate                          | Omán           | Bandera de Omán                       | 2 – 0     | Bandera de la República Popular China | China          |
| 29 de marzo de 2022     | Yeda                             | Arabia Saudita | Bandera de Arabia Saudita             | 1 – 0     | Bandera de Australia                  | Australia      |

## Cuarta ronda
Los dos terceros lugares de los grupos A y B de la Tercera ronda jugaron a partido único en sede neutral la clasificación a la repesca intercontinental.
| 7 de junio de 2022 | Emiratos Árabes Unidos | 1:2 (0:0)                | Australia                | Estadio Áhmad bin Ali, Rayán, Catar                       |                                                           |
| 21:00 (UTC+3)      | Caio 57'               | AFC Reporte FIFA Reporte | Irvine 53' · Hrustic 84' | Asistencia: 6500 espectadores Árbitro(s): Ilgiz Tantashev | Asistencia: 6500 espectadores Árbitro(s): Ilgiz Tantashev |

## Repesca intercontinental
Australia, ganador de la cuarta ronda de la clasificatoria, se enfrentó en la Repesca intercontinental a partido único, contra Perú, quinto puesto de la eliminatoria de Conmebol para definir el penúltimo clasificado a la Copa Mundial. El cuadro oceánico aseguró su presencia en la cita mundialista tras vencer en la tanda de penales al cuadro sudamericano.
| 13 de junio de 2022 | Australia                                           | 0:0 (t. s.)(5:4 p.)        | Perú                                                     | Estadio Áhmad bin Ali, Rayán, Catar                       |                                                           |
| 21:00 (UTC+3)       |                                                     | Reporte                    |                                                          | Asistencia: 43 510 espectadores Árbitro(s): Slavko Vinčić | Asistencia: 43 510 espectadores Árbitro(s): Slavko Vinčić |
|                     |                                                     | Tiros desde el punto penal |                                                          |                                                           |                                                           |
|                     | Boyle · Mooy · Goodwin · Hrustic · Maclaren · Mabil |                            | Lapadula · Callens · Advíncula · Tapia · Flores · Valera |                                                           |                                                           |

## Clasificados
| Bandera de Catar     | Bandera de Irán      | Bandera de Corea del Sur | Bandera de Arabia Saudita | Bandera de Japón     | Bandera de Australia       |
| Catar                | Irán                 | Corea del Sur            | Arabia Saudita            | Japón                | Australia                  |
| Anfitrión            | 1.º Grupo A          | 2.º Grupo A              | 1.º Grupo B               | 2.º Grupo B          | Repechaje intercontinental |
| Clasificado: 2/12/10 | Clasificado: 27/1/22 | Clasificado: 1/2/22      | Clasificado: 24/3/22      | Clasificado: 24/3/22 | Clasificado: 13/6/22       |